# Parexilisia
Parexilisia is een geslacht van vlinders van de familie spinneruilen (Erebidae), uit de onderfamilie Arctiinae.

## Soorten
- P. bipunctoides (de Toulgoët, 1954)
- P. diehli de Toulgoët, 1958
- P. indecisa (de Toulgoët, 1956)
- P. simulator de Toulgoët, 1958
- P. submarginalis de Toulgoët, 1958